# Censurados
Censurados foi uma banda de Punk rock portuguesa. Foi formada em Lisboa no ano de 1988, por João Ribas, Samuel Palitos, Orlando Cohen e Fred Valsassina.
Os Censurados marcaram, a par de bandas como Peste & Sida ou Mata-Ratos, a segunda geração do punk rock português, que tinha já tido uma primeira vida com nomes como Faíscas, Crise Total ou os primeiros passos dos Xutos & Pontapés.

## História
Os Censurados começaram por tocar ao vivo. As letras, em português, eram simples e directas, com refrões que traduziam o sentimento da juventude da era Cavaquista. O primeiro registo em vinil, na compilação "Feedback 001" incluiu os temas Senhores Políticos, Não Vales Nada e Está a andar de Mota (um instrumental). Tu ó Bófia, Não Vales Nada, Angústia, Senhores Políticos eram temas que foram passando de cassete em cassete e eram entoados em coro nos concertos muito antes do lançamento do álbum "Censurados", em 1990. Este disco é um álbum histórico que foi aclamado pela mais importante fanzine dedicada ao Punk e Hardcore na altura, a Maximum Rockn'Roll (EUA) apesar (ou não) das letras em português, o que mostra a qualidade das composições e sobretudo das prestações dos músicos.
Em 1991 editam o 2º álbum "Confusão" e passam o anos seguintes na estrada. Em 1993 sai o "Sopa" com o single de mesmo nome e uma participação de Jorge Palma na música "Estou agarrado a ti". O ano de 1994 é o ano da despedida, mas antes participam no tributo a Zeca Afonso, "Filhos da Madrugada" com a reedição do tema O que faz falta.
Em 1998 a editora "El Tatu" de Tim reedita os álbuns "Censurados" e "Confusão".
Em 1999 os Censurados reaparecem, participando no tributo de Xutos & Pontapés, "XX Anos XX Bandas". Participaram na tournée de promoção desse disco com os Xutos.
Em 2006 é lançado a biografia da banda, "Censurados Até Morrer", escrita por Augusto Figueira e Renato Conteiro.

## Elementos
- João Ribas (voz, guitarra)
- Orlando Cohen (guitarra)
- Fred Valsassina (baixo)
- Samuel Palitos (bateria)

## Discografia

### Álbuns de Estúdio
- 1990 - Censurados
- 1991 - Confusão
- 1993 - Sopa [2]

### Álbuns ao Vivo
- 2002 - Censurados ao Vivo - (Queima das Fitas, em Coimbra em Maio de 1999) [2]

### Colaborações
- 1993 - Johnny Guitar - compilação do bar lisboeta do mesmo nome, com o tema Todos no mesmo barco
- 1994 - Filhos da Madrugada - Tributo a Zeca Afonso, com o tema O que faz falta
- 1999 - XX Anos XX Bandas - Tributos aos Xutos, com o tema Enquanto a Noite Cai